# Dmitriy Dobroskok
Dmitriy Mikhailovich Dobroskok (Buzuluk, 1 de março de 1984) é um saltador russo. Especialista na plataforma, medalhista olímpica 

## Carreira
Dmitriy Dobroskok representou seu país nos Jogos Olímpicos de Verão de 2004 e 2008, na qual conquistou uma medalha de bronze, no trampolim sincronizado com Gleb Galperin em Pequim 2008. 